# Jack Parnell
John Russell „Jack“ Parnell (* 6. August 1923 in London; † 8. August 2010 in Southwold, Suffolk) war ein britischer Bandleader, Komponist und Jazzmusiker.

## Leben und Wirken
Parnell, der aus einer Theaterfamilie stammt, erhielt ab dem fünften Lebensjahr zunächst Klavierunterricht; auch hatte er für ein Jahr Schlagzeugunterricht. Er absolvierte die Brighton and Hove Grammar School. 1939 hatte er seinen ersten öffentlichen Auftritt in Scarborough. Dann spielte er Tanzmusik in Cambridge, bevor er seinen Militärdienst bei der Royal Air Force leistete. Dort war er Mitglied im Quintett von Buddy Featherstonhaugh in High Wycombe. Während seiner Militärzeit begegnete er auch Vic Lewis, mit dem er die „Vic Lewis/Jack Parnell Jazzmen“ leitete. Von 1944 bis 1955 war er Mitglied der Band von Ted Heath. Danach gründete er eine Bigband, die er 1955 auf 16 Personen aufstockte.
1956 wurde er beim Fernsehprogramm ATV musikalischer Direktor; diesen Posten bekleidete er bis 1981. Dort leitete er beispielsweise das Orchester der Muppet Show. Während der 1970er Jahre gründete er die Gruppe „The Best of British Jazz“ mit Don Lusher, Kenny Baker, Tony Lee, Betty Smith und Tony Archer, die bis 1985 bestand. Das 1974 veröffentlichte Album The Tv Times Record Of Your Top Tv Themes wurde im UK mit einer Goldenen Schallplatte ausgezeichnet. 1983 zog Parnell nach Southwold, Suffolk, wo er bis zuletzt als Musiker aktiv war.

## Preise und Auszeichnungen
Während der 1940er und 1950er Jahre wurde er vom Melody Maker sieben Jahre in Folge als bester Schlagzeuger ausgezeichnet. Später komponierte er für das Fernsehen; für seine Musik zu Love Story erhielt er den Harriet Cohen Award. 1973 war er der britische Musiker, der einen Grammy erhielt, für eine Sendung mit Barbra Streisand, die für ATV entstand.

## Lexigraphische Einträge
- Leonard Feather, Ira Gitler: The Biographical Encyclopedia of Jazz. Oxford University Press, New York 1999, ISBN 0-19-532000-X.